# لوكا بريسيل
لوكا بريسيل (بالهولندية: Luca Brecel) (8 مارس 1995) هو لاعب سنوكر بلجيكي محترف. فائز أربع مرات في تصنيف لاعبي السنوكر العالمي، وفي أفضل انجاز له حقق بطولة العالم للسنوكر سنة 2023، بعد هزيمته للاعب الحاصل على أربع بطولات عالم مارك سيلبي في النهائي بنتيجة (15-18).
يعتبر بريسيل أول لاعب من أوروبا القارية يفوز ببطولة التصنيف عندما فاز ببطولة الصين عام 2017، ثم حقق الفوز في بطولات التصنيف الأخرى: بطولة اسكتلندا المفتوحة 2021، ودوري البطولات 2022. ثم أصبح أول لاعب من أوروبا يفوز ببطولة العالم وأول لاعب لا تعتبر الانجليزية لغته الأم يفوز بهذا اللقب. كما أنه أصغر لاعب ينافس في بطولة العالم للسنوكر، وقد ظهر لأول مرة في عام 2012، بعمر 17 عامًا و 45 يومًا.
فاز بريسيل بلقب أوروبا تحت 19 عامًا في سن 14، وأصبح محترفًا في عام 2011. وصل إلى أعلى 16 مركز في التصنيف العالمي في عام 2017، ووصل إلى أول نهائي ثلاثي التاج في بطولة المملكة المتحدة 2021، لكنه خسر 5-10 من اللاعب زاو شينتونغ، بعد أسبوع فقط هزم جون هيغينز 9-5 ليفوز ببطولة اسكتلندا المفتوحة 2021.